# 顧夢鯉
顧夢鯉（？—？），字仲龍，號熙宇，直隸蘇州府崑山縣人，民籍，明朝政治人物。

## 生平
萬曆元年（1573年）癸酉科應天府鄉試第二十六名，萬曆二年（1574年）甲戌科會試第六名，登三甲第一百二十二名進士。九年任河南仪封县知县。

## 家族
曾祖顧杰；祖父顧宗振；父顧鉞。前母蔡氏；母李氏。具慶下。兄古夢鶴（舉人）。弟夢麟、夢鼋。